# Station Katowice Szopienice Południowe
Station Katowice Szopienice Południowe is een spoorwegstation in de Poolse plaats Katowice.